# Iglesia de San Filippo (Chieri)

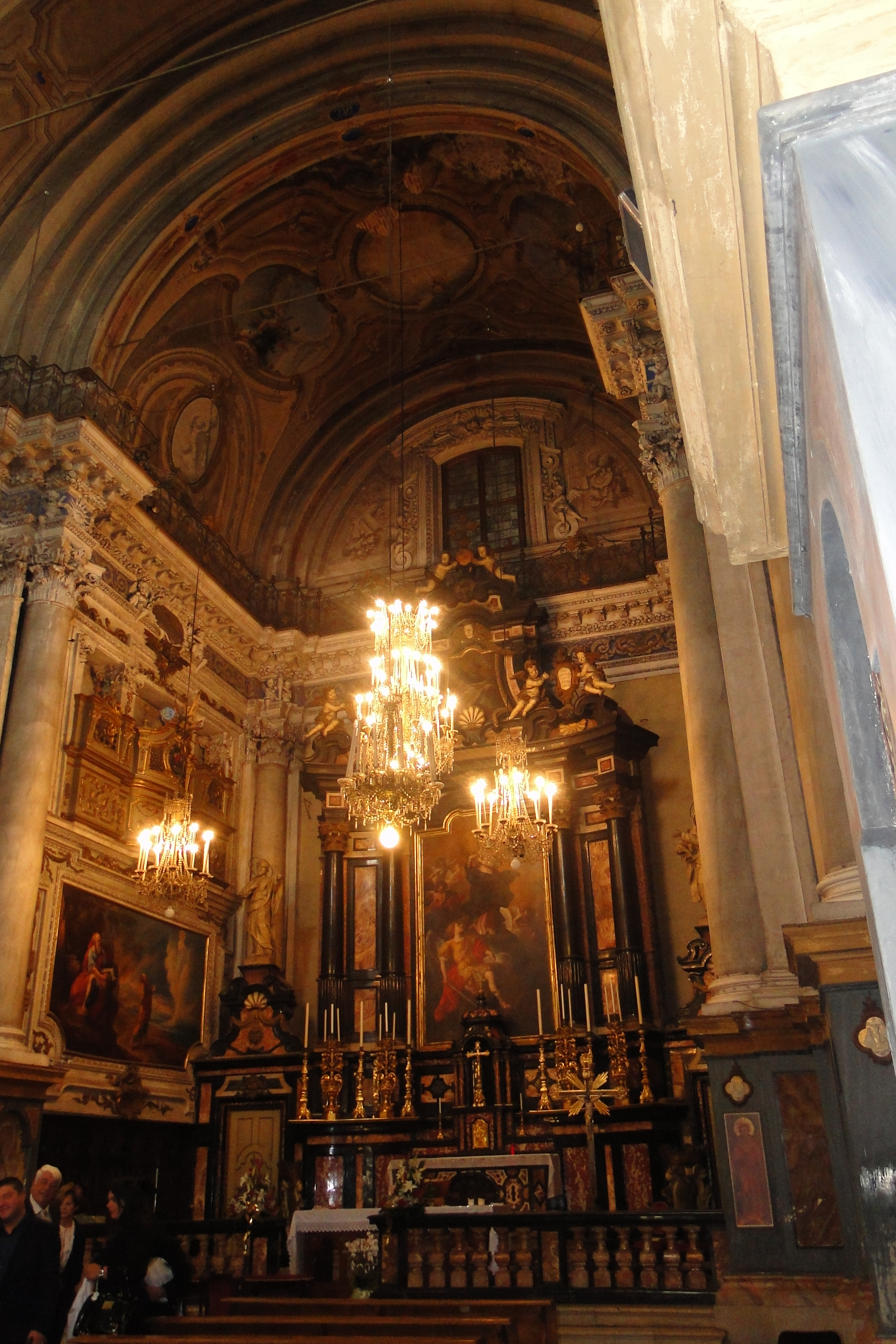
Iglesia de San Filippo Neri en Chieri: altar mayor

La iglesia de San Filippo se encuentra en Chieri, en via Vittorio Emanuele II, y fue construida en estilo barroco ; Construido entre 1664 y 1673 según diseño del arquitecto veziano Antonio Bettino. La fachada, sin embargo, fue terminada en 1759. 

## Descripción

### La fachada
El diseño de la fachada se atribuye tradicionalmente al arquitecto chieriano Mario Ludovico Quarini, pero no existe ninguna evidencia documental (archivo) que confirme esta atribución. Ligeramente retranqueado respecto a la línea de casas circundantes, está realizado en ladrillo visto y consta de dos órdenes con altas columnas rematadas por capiteles corintios : seis columnas en la parte inferior y cuatro en la parte superior, más estrecha, que descansan sobre las cuatro columnas centrales de la parte inferior. Entre las columnas hay seis nichos (cuatro en la parte inferior y dos en la superior) que albergan otras tantas estatuas estuco de Francesco Mambrini de Varese. Los dos superiores representan a los santos Pedro y Pablo, los cuatro inferiores a San Carlos Borromeo, San Felipe Neri, San Valentín mártir y San Francisco de Sales. En el centro se encuentra el portal, obra de alta carpintería piamontesa, en la parte inferior, y un gran ventanal en la parte superior.
El pequeño cementerio está cerrado por una elegante puerta de hierro forjado.

### Interno
La iglesia es de una sola nave, sin coro, con bóveda de cañón, sostenida por ocho columnas corintias (cuatro a cada lado) que delimitan la nave y las cuatro respectivas capillas laterales.
En la primera capilla lateral de la derecha hay un lienzo de Claudio Francesco Beaumont que representa a San Francisco de Sales orando a la Virgen y detrás del altar se conserva la urna con los restos de San Valentín; Las demás capillas están dedicadas a:
- Nuestra Señora de Lourdes
- Santos Pedro y Pablo (restaurada tras la dedicación a San Juan Bosco )
- San Carlos Borromeo y los Ángeles Custodios. Contiene una pintura de Francesco Fabbrica que representa la muerte de San Carlos y el acompañamiento de su alma al Cielo.
- San Felipe Neri, con un lienzo que representa el éxtasis de San Felipe, de Legnanino. También contiene ricas decoraciones de mármol realizadas por artistas de Lugano.

La decoración en estuco es de Pietro Somazzi 

### Presbiterio y altar mayor
El altar mayor, dedicado a la Inmaculada Concepción, alberga un retablo que representa a la Inmaculada Concepción con San Miguel Arcángel, obra del pintor vienés Daniel Seiter. A los lados del presbiterio hay dos cuadros del pintor turinés Giovanni Antonio Mari que representan La visión de Elías y La visión de San Juan Evangelista .